# Eurystomina forata
Eurystomina forata is een rondwormensoort uit de familie van de Enchelidiidae. De wetenschappelijke naam van de soort is voor het eerst geldig gepubliceerd in 1994 door Pastor de Ward.